# Calle de rodaje

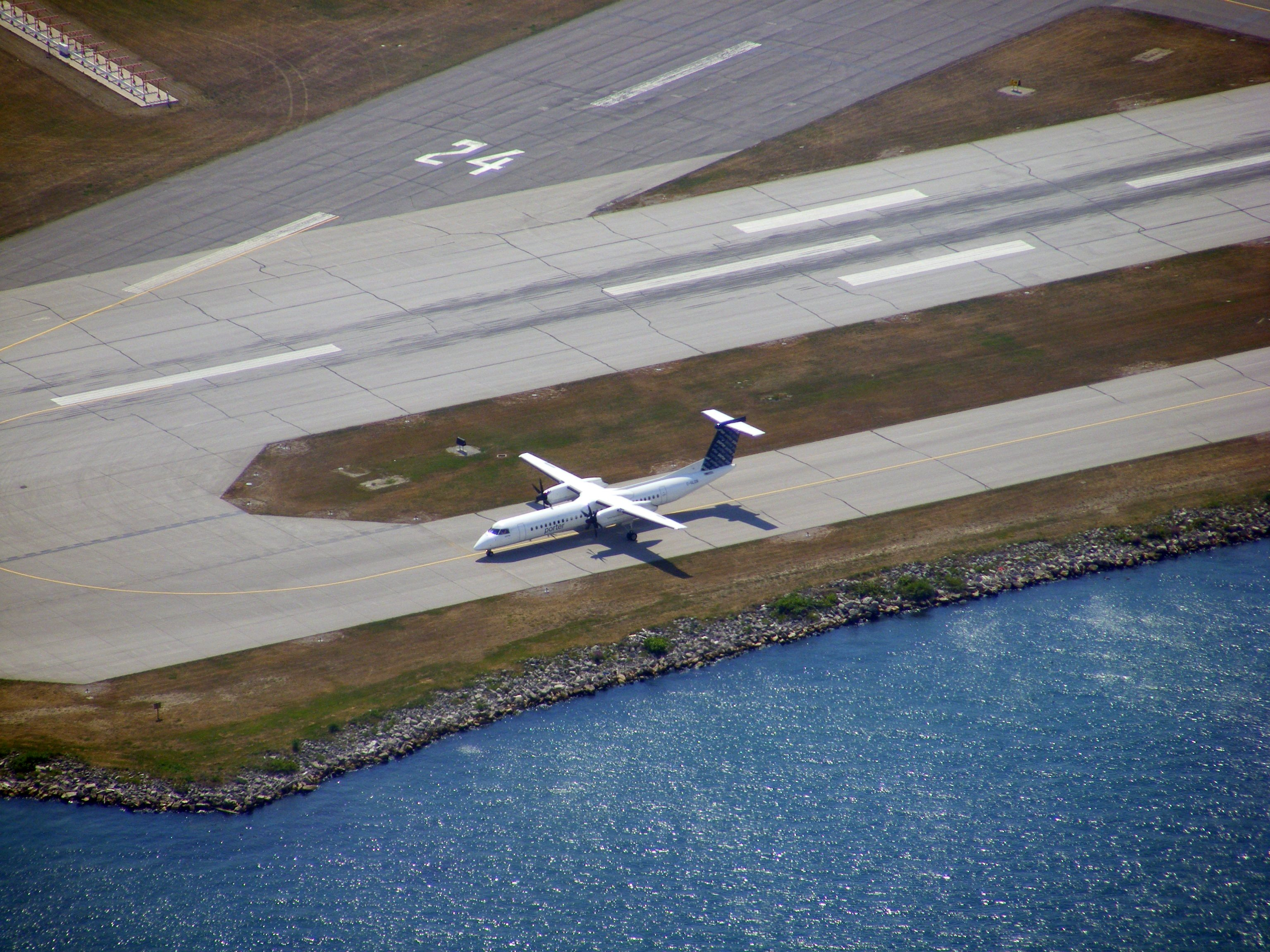
Calle de rodaje en el Aeropuerto Toronto City Centre, Canadá.

En la infraestructura de un aeropuerto, una pista de carreteo, pista de rodaje, pista de taxeo o calle de rodaje es una de las vías de acceso desde los terminales y las zonas de hangares a la pista de aterrizaje (rodaje/taxeo), y viceversa. Dependiendo del país, la terminología para referirse a los mismos elementos varía sustancialmente y por eso recibe tantos nombres. Usualmente están pavimentadas en asfalto u hormigón, aunque los aeródromo más pequeños y menos importantes utilizan a veces grava o hierba.

## Funciones
En los aeropuertos de mucho tráfico, se construye una pista paralela a la pista de aterrizaje (conocida en algunos países de América Latina como "pistas de carreteo"), con el fin de evitar que tanto los aviones que despegan, como aquellos que aterrizan, ocupen la pista innecesariamente (en tránsito hacia la terminal después de aterrizar o hacia la cabecera de la pista antes del despegue). Es decir, que con una "pista de carreteo" los aviones después de aterrizar pueden abandonar la pista de aterrizaje apenas disminuyan su velocidad y circular hacia la terminal por fuera de la pista de aterrizaje, permitiendo que otros aviones puedan utilizar la pista en esos momentos. Esto permite aumentar la capacidad (número total de operaciones) que pueden lograrse con la pista. Para mejorar aún más la capacidad de las pistas, se suelen construir de salidas rápidas de la pista (hacia la pista de carreteo) para permitir que los aviones salgan de la pista de aterrizaje hacia la pista de carreteo a velocidades más altas. Esto facilita que el avión desocupe la pista más rápidamente, posibilitando que otros aterricen en un espacio más corto de tiempo. Si el aeródromo no cuenta con pista de carreteo paralela a la pista de aterrizaje, esta última requerirá ensanchamientos en sus cabeceras para que los aviones puedan dar la vuelta.

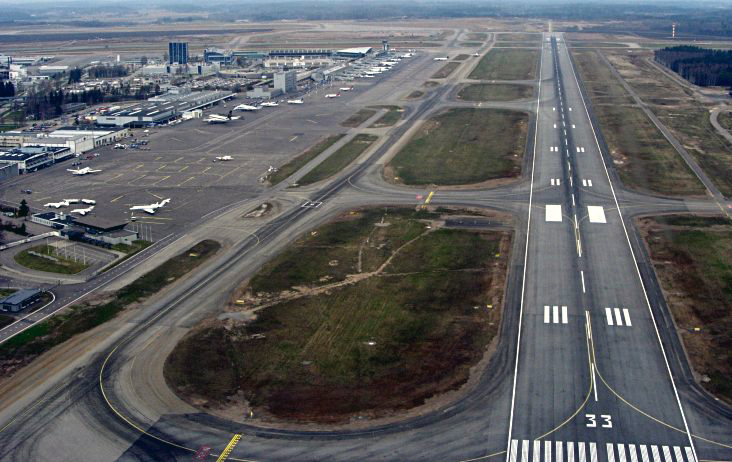
Aeropuerto Vantaa de Helsinki, Pista 33 y su respectiva calle de rodaje.

## Señalización
Para las operaciones nocturnas, las taxiways se bordean generalmente con luces azules, para distinguirlas de las luces blancas de una pista de aterrizaje. Aunque en los aeropuertos más grandes, la tendencia general es sustituir, por motivos de ahorro energético, las balizas azules por reflectantes y agregar balizas de color verde en la línea del centro.